# Draževina
Draževina (cyr. Дражевина) – wieś w Czarnogórze, w gminie Podgorica. W 2011 roku liczyła 14 mieszkańców.